# بیا در آغوشم (فیلم ۱۹۷۳)
بیا در آغوشم (به هندی: Aa Gale Lag Jaa) فیلمی محصول سال ۱۹۷۳ و به کارگردانی منموهان دسای است. در این فیلم بازیگرانی همچون شاشی کاپور، شارمیلا تاگور، شاتورگان سینها، اوم پراکاش ایفای نقش کرده‌اند.